# Chobielin-Dwór
Chobielin-Dwór – osada wsi Chobielin w Polsce położona w województwie kujawsko-pomorskim, w powiecie nakielskim, w gminie Szubin. Została wydzielona ze wsi Chobielin 1 stycznia 2017 roku.
Do 1989 roku klasycystyczny dworek w rękach PGR-u stał zrujnowany. Po nabyciu go przez rodzinę Radosława Sikorskiego w ciągu 15 lat został generalnie wyremontowany i dalece odrestaurowany. Współcześnie wraz z parkiem w Chobielinie jest w posiadaniu tejże rodziny.

## Obiekty kompleksu dworsko-parkowego
Dwór Sikorskich
Znany wcześniej jako Dwór Falkenbergów to budynek o architekturze klasycystycznej. Budowany był etapami, został ostatecznie ukończony w 1860 r. Obiekt zaprojektowano na planie prostokąta jako symetryczną konstrukcję z dwuspadowym mansardowym dachem i naczółkami. Fasada frontowa (zachodnia) poprzedzona jest schodami prowadzącymi do portyku wspartego na kolumnach, nad którym znajduje się balkon z ażurową, metalową balustradą. Fasada ogrodowa (wschodnia) również posiada schody oraz centralnie umieszczony portyk kolumnowy, który zamyka trójkątny szczyt. Wnętrze budynku doświetlają duże, prostokątne okna. Wzdłuż północnej elewacji na całej jej długości rozciąga się taras.
Park dworski
Park krajobrazowy z połowy XIX wieku o powierzchni 7,5 ha; usytuowany na zróżnicowanym terenie. W parku znajduje się cenny starodrzew złożony głównie z: klonów, topoli, jesionów, dębów, lip i robinii oraz sporych rozmiarów staw parkowy.
Budynki gospodarcze i rekreacyjne
Młyn wodny nad Notecią z jazem, oficyna i leśniczówka z połowy XIX wieku. Na terenie kompleksu znajduje się również kort tenisowy.